# Les Corrupteurs (film, 1968)
Les Corrupteurs (Sol Madrid) est un film américain réalisé par Brian G. Hutton, sorti en 1968.

## Fiche technique
- Titre : Les Corrupteurs
- Titre original : Sol Madrid
- Réalisation : Brian G. Hutton
- Scénario : David Karp d'après le livre de Robert Wilder
- Production : Hall Bartlett et Elliott Kastner
- Musique : Lalo Schifrin
- Photographie : Fred J. Koenekamp
- Montage : John McSweeney Jr.
- Décors : Henry Grace et Hugh Hunt
- Costumes : Moss Mabry
- Pays d'origine : États-Unis
- Format : Couleurs - Mono
- Genre : Policier
- Durée : 90 minutes
- Date de sortie : 1968

## Distribution
- David McCallum (VF : Philippe Mareuil) : Sol Madrid
- Stella Stevens (VF : Perrette Pradier) : Stacey (Kathy en VF) Woodward
- Telly Savalas (VF : André Valmy) : Emil Dietrich
- Ricardo Montalbán (VF : Roger Rudel) : Jalisco
- Rip Torn (VF : Jacques Thébault) : Dano Villanova
- Pat Hingle (VF : William Sabatier) : Harry Mitchell
- Paul Lukas (VF : Gérard Férat) : Capo Riccione
- Michael Ansara : Capt. Ortega
- Michael Conrad : Scarpi
- Perry Lopez : Premier malfrat
- Robert Rockwell (VF : Jean-Claude Michel) : le chef Danvers
- Merritt Bohn (VF : Lucien Bryonne) : l'ingénieur de la raffinerie

## Autour du film
- Rip Torn remplaça John Cassavetes au bout de quelques jours de tournage.